# Ланьцут (гмина)
Ланьцут (пол. Łańcut) — сельская гмина (волость) в Польше, входит как административная единица в Ланьцутский повет, Подкарпатское воеводство. Население — 20 216 человек (на 2004 год).

## Демография
| Перепись                       | Всего   | Всего | Женщины | Женщины | Мужчины | Мужчины |
| ------------------------------ | ------- | ----- | ------- | ------- | ------- | ------- |
| Единицы                        | человек | %     | человек | %       | человек | %       |
| Население                      | 20 216  | 100   | 10 330  | 51,1    | 9886    | 48,9    |
| Плотность населения (чел./км²) | 189,6   | 189,6 | 96,9    | 96,9    | 92,7    | 92,7    |

## Сельские округа
1. Альбигова
2. Церпиш
3. Глухув
4. Хандзлювка
5. Косина
6. Крачкова
7. Рогузьно
8. Сонина
9. Высока

## Соседние гмины
1. Гмина Бялобжеги
2. Гмина Хмельник
3. Гмина Чарна
4. Гмина Гад
5. Гмина Красне
6. Ланьцут
7. Гмина Маркова
8. Гмина Пшеворск